# Marloes Oldenburg
Marloes Oldenburg (* 9. März 1988 in Den Haag) ist eine niederländische Ruderin. Sie wurde 2023 Weltmeisterin und 2024 Olympiasiegerin im Vierer ohne Steuerfrau.

## Sportliche Karriere
Marloes Oldenburg trat 2016 erstmals im Ruder-Weltcup an. Bei den Europameisterschaften 2016 wurde sie zusammen mit Lisa Scheenaard Sechste im Doppelzweier. Im Jahr darauf erreichten die beiden bei den Europameisterschaften 2017 in Račice u Štětí den zweiten Platz hinter den Tschechinnen Kristýna Fleissnerová und Lenka Antošová. Bei den Weltmeisterschaften 2017 in Sarasota trat Oldenburg zusammen mit Roos de Jong an. Die beiden belegten den zweiten Platz im B-Finale hinter den beiden tschechischen Europameisterinnen. 2018 wechselte Oldenburg in den niederländischen Achter. Bei den Europameisterschaften in Glasgow siegten die Rumäninnen vor den Britinnen und den Niederländerinnen. Anderthalb Monate später bei den Weltmeisterschaften in Plowdiw wurden die Niederländerinnen Vierte und waren damit der beste europäische Achter. 2019 bei den Europameisterschaften in Luzern waren im Finale nur vier Boote vertreten. Drei Sekunden hinter den Rumäninnen und den Britinnen erreichten die Russinnen das Ziel, die Niederländerinnen lagen noch einmal knapp vier Sekunden zurück. Bei den Weltmeisterschaften in Ottensheim belegte Oldenburg mit dem Achter den insgesamt neunten Platz.
Während der COVID-19-Pandemie fanden im Oktober 2020 Europameisterschaften in Posen statt. Marloes Oldenburg und Carline Bouw belegten den achten Platz im Zweier ohne Steuerfrau. Im April 2021 folgten bereits die Europameisterschaften 2021 in Varese. Oldenburg ruderte wieder im Achter und belegte den zweiten Platz hinter den Rumäninnen. Bei der letzten Qualifikationsregatta für die Olympischen Spiele in Tokio erreichte der niederländische Achter den vierten Platz, nur die ersten beiden Boote qualifizierten sich. 2022 trat Oldenburg in verschiedenen Bootsklassen an. Bei den Europameisterschaften in München wurde sie mit dem Achter Dritte hinter den Rumäninnen und den Britinnen. Zusammen mit Benthe Boonstra, Hermijntje Drenth und Tinka Offereins startete sie auch im Vierer ohne Steuerfrau und belegte den fünften Platz. Einen Monat später bei den Weltmeisterschaften in Račice u Štětí wurden die vier Niederländerinnen im Vierer Zweite hinter den Britinnen und mit dem Achter Zweite hinter den Rumäninnen. 2023 konzentrierten sich die vier Niederländerinnen auf den Vierer und wurden Dritte bei den Europameisterschaften in Bled. Drei Monate später bei den Weltmeisterschaften in Belgrad siegten die Niederländerinnen mit anderthalb Sekunden Vorsprung vor den rumänischen Europameisterinnen. Ein Jahr später bei den Olympischen Spielen in Paris gewannen Oldenburg, Drenth, Offereins und Boonstra mit 0,18 Sekunden Vorsprung vor den Britinnen.
Marloes Oldenburg startet für die AGSR Gyas.